# SN 2002bq
SN 2002bq – supernowa odkryta 9 marca 2002 roku w galaktyce M-06-21-10. W momencie odkrycia miała maksymalną jasność 16,10m.